# Rundfunk der DDR
Rundfunk der DDR (traduïble al català com a Ràdio de la RDA) va ser l'ens de ràdio pública de la República Democràtica Alemanya (RDA). Va existir des de 1945 fins a 1991, un any després de la reunificació alemanya, i va estar sota control de l'oficina de premsa del govern d'Alemanya Oriental
Des de 1956, la seva seu es va traslladar a la Funkhaus Nalepastrasse de Berlín Est, a les quals es van sumar altres delegacions a Potsdam, Leipzig, Weimar i Dresden. Juntament amb Deutscher Fernsehfunk (televisió) la ràdio va ser un dels principals mitjans de comunicació de l'Alemanya Oriental. Després de la reunificació alemanya en 1990, l'entitat es va canviar el nom com Funkhaus Berlin, el qual va mantenir només un any fins a la seva desaparició definitiva.

## Història
Les emissores alemanyes anteriors a la Segona Guerra Mundial com la Reichs-Rundfunk, sota el control del Ministeri de Propaganda de Joseph Goebbels, van ser tancades per les forces aliades després de la rendició d'Alemanya al maig de 1945. El 13 de maig d'aquest mateix any, l'Administració Militar soviètica al país va engegar un servei de radiodifusió per a la població de Berlín conegut com Berliner Rundfunk, que operava des de la zona britànica de Berlín Oest. L'estació estava controlada per Walter Ulbricht, i aviat el seu senyal es va expandir a altres zones del territori alemany.

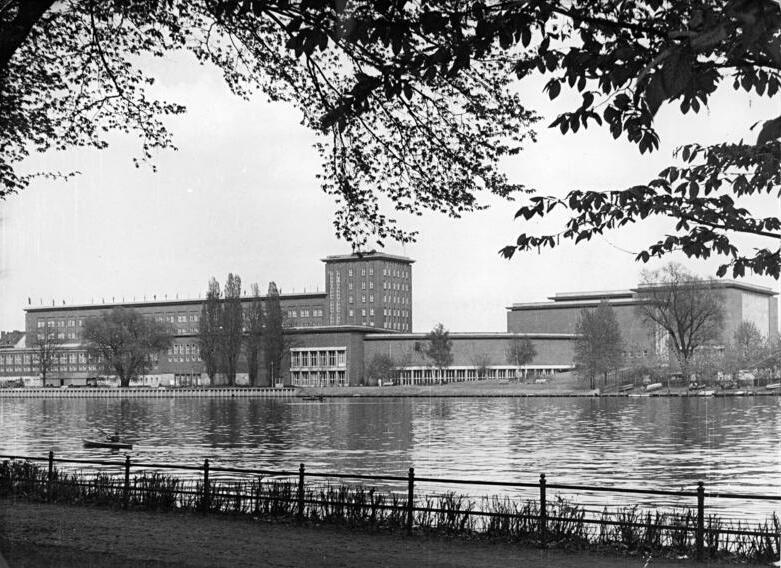
Estudis de la ràdio de la RDA a Berlín Est (1970).

Quan els altres tres ocupants de Berlín es van assentar a les seves zones de Berlín Oest, van començar a operar altres estacions de ràdio. Així, els americans van impulsar Rundfunk im amerikanischen Sektor (RIAS), mentre que els britànics van fer el propi amb Nordwestdeutscher Rundfunk (NWDR). En 1948, el control de la NWDR es va traspassar al govern provisional de l'Alemanya Occidental, mentre que la RIAS va seguir sota control americà. Per la seva banda, la Unió Soviètica va traspassar el control de la Berliner Rundfunk al nou govern de l'Alemanya Oriental en 1952. La RDA va decidir construir una seu per a la ràdio, la Funkhaus Nalesprasse a Berlín Est, que es va inaugurar el 4 de setembre de 1954 i des de la qual es va centralitzar tota la producció radiofònica. La primera cadena va passar a ser denominada Radio DDR I, mentre que l'URSS va mantenir una emissora de baixa freqüència, Radio Volga, que va continuar funcionant fins a la retirada dels últims soldats soviètics en territori alemany.
Després de la construcció del mur de Berlín a l'agost de 1961, la RDA va començar una programació més agressiva amb la intenció d'evitar que els seus ciutadans escoltessin les emissores de la RIAS i l'ARD, les quals podien escoltar-se amb nitidesa en gran part del territori de la RDA a causa de la ubicació dels pals prop de les fronteres. Aleshores, la població oriental orientava les seves emissores cap a la República Federal per rebre una altra font d'informació diferent de l'oficial. El govern de la RDA va intentar també diverses mesures per intentar afeblir o bloquejar el senyal de les ràdios estrangeres, però aquestes no van tenir èxit. En 1964 es va engegar la segona emissora (Radio DDR II) i també DT64, una emissora amb molta influència en el sector juvenil, les emissions del qual van començar ocupant 10 hores setmanals que es van anar ampliant fins a les 20 hores diàries (1987) i 24 hores diàries (1990). Amb el temps s'ha considerat una emissora de culte.
En 1989, amb la caiguda del mur i la posterior reunificació alemanya, la ràdio de la RDA va començar a cessar els seus serveis. Les emissores comercials de l'Alemanya Occidental van començar a emetre des de l'Est del país. Rundfunk der DDR va canviar el seu nom a Funkhaus Berlin i es va fusionar amb l'existent ARD a partir de 1992. Després de la reunificació de 1990 es van crear dues noves emissores: Ostdeutscher Rundfunk Branderburg, a l'est, i Mitteldeutscher Rundfunk a l'oest. A més, van augmentar les emissions de Norddeutscher Rundfunk al nord i Sender Freies Berlin va passar a cobrir tota la capital de la nació. En 1994 l'emissora RIAS es va unir amb l'anterior cadena cultural de la RDA per formar Deutschlandradio Kultur.
El 31 de desembre de 1991 tots els mitjans audiovisuals de l'antiga RDA, conforme a l'estipulat en el tractat d'unificació, van cessar les seves emissions després d'un període de reorganització i integració en el sistema de comunicació federal i semiestatal prevalent a l'antiga Alemanya Occidental. Des d'aquesta data els arxius sonors de la ràdio pública es troben en l'Arxiu de la Ràdio alemanya (Rundfunk Archiv).

## Emissores

### Nacionals
- Radio DDR I: Dedicada a la informació nacional. Comptava amb desconnexions locals.
- Radio DDR II: Ràdio cultural i educacional, amb programes regionals.
- Berliner Rundfunk: Emissora local de Berlín Est.
- DT64: Emissora per a un públic jove, amb música i altres programes.

### Internacionals
- Radio Berlín Internacional: Servei en llengües estrangeres.
- Berliner Welle: Servei destinat al Berlín Oest.
- Deutschlandsender: Servei que cobria tot el territori alemany. Va funcionar fins a 1971.
- Stimme der DDR: Servei internacional en llengua alemanya. Sorgeix a partir de la unió de Berliner Welle i Deutschlandsender.

També va comptar amb diverses emissores de caràcter propagandístic, com Deutscher Freiheitssender 904 (radio llibertat, per a alemanys de l'Oest) i Deutscher Soldatensender (ràdio del soldat, per a les forces armades de la RFA). Ambdues van ser suspeses en els anys 1970.